# Anna Maria Stadler
Anna Maria Stadler (* 1992 in Oberndorf bei Salzburg) ist eine österreichische Autorin, Künstlerin und Kulturarbeiterin.

## Werdegang
Anna Maria Stadler hat Germanistik, Kulturwissenschaft und Bildhauerei studiert. Ihre Arbeiten bewegen sich an den Nahtstellen von Literatur, Bildender Kunst und Theorie. Sie war Finalistin beim Münchner Kurzgeschichtenwettbewerb und auf der Shortlist des Wortmeldungen Förderpreises. Im Rahmen des Doktoratskollegs „Die Künste und ihre öffentliche Wirkung“ forscht sie seit 2019 an der Interuniversitären Einrichtung „Wissenschaft und Kunst“ in Salzburg zu situativen Kunstformen und deren paratextuellen Fortschreibungen und sie ist Mitherausgeberin des in Salzburg erscheinenden Magazins archipel - Zeitschrift für Kunst, Theorie und Literatur. 2022 wurde sie mit ihrem Debüt-Roman „Maremma“, der im Jung und Jung Verlag erschienen ist, für den österreichischen Buchpreis Debüt nominiert.

## Rezeption
In den Radiogeschichten im ORF wird Anna Maria Stadler attestiert, dass sie in ihrem Debütroman einen feinfühligen Blick auf Veränderungen werfe. Die Salzburger Nachrichten sprechen von einem beeindruckender Debütroman. Christina Vettorazzi bespricht im Literaturhaus Wien, einem Zentrum für österreichische Gegenwartsliteratur, das Buch und meint, dass der Sound von „Maremma“ intellektuell und allgemein sei und beim Lesen des Buches einen die Unruhe überkommt.

## Publikationen

### Bücher
- Maremma, Roman, Jung und Jung, Salzburg 2022, ISBN 978-3-99027-270-1.
- Halbnah, Roman, Jung und Jung, Salzburg 2024, ISBN 978-3-99027-404-0.

### Beiträge in Zeitschriften und Anthologien (Auswahl)
- again and again, again, Text und Bild mit Julia Jordan, in: Lehnerer, Gwendolin/Fladerer, Martina (Hg.): Welten im Wandel. Jenseits von Wissenschaften und Künsten?, epodium München, Oktober 2022, S. 89–107.
- Untitled (Gaeta), in: Literatur für den Fall, September 2022.
- Von dunklen Bildern, in: mischen #8, Juni 2022, S. 2–3.
- Call me Lethe!, in: KLANGFOLGER ZINE 2021 - SYN:COPE, November 2021, S. 29–33.
- Die Übermütigen, in: Bernhard Förg/Rüdiger Wassibauer (Hg.): Horses: CoEvolution Storytelling Zukunft. YnselBuch 2021, S. 48–66.
- FOAM, im Rahmen des Projektes Hier und heute – Positionen österreichischer Gegenwartsliteratur, in: Volltext.net, März 2021.
- Wo die Katzen leuchten, in: mosaik 30, November 2019, S. 54–59.
- Die Heimat des Hirsches, in: erostepost Nr. 57, März 2019, S. 2–5.

## Auszeichnungen, Nominierungen und Stipendien
- 2024: Theodor-Körner-Preis
- 2022: Shortlist Debüt 2022, Österreichischer Buchpreis
- 2022: AiR-Stipendium des Landes Salzburg für Bosa/Sardinien gemeinsam mit Lukas Gwechenberger[11]
- 2020: Shortlist Wortmeldungen Förderpreis[12]
- 2020: Akademie-AIR Stipendium der Schmiede Hallein[13]
- 2020: AiR-Stipendium des Landes Salzburg für Paliano/IT gemeinsam mit Lukas Gwechenberger[14]
- 2018: Finalistin beim Münchner Kurzgeschichten Wettbewerb[15]